# محوطه کاروانسرای شاه عباسی
محوطه کاروانسرای شاه عباسی شورگل مربوط به سده‌های میانه دوران‌های تاریخی پس از اسلام است و در شهرستان بیله‌سوار، بخش قشلاق دشت، دهستان قشلاق جنوبی، روستای شورگل واقع شده و این اثر در تاریخ ۱۵ دی ۱۳۸۷ با شمارهٔ ثبت ۲۳۹۹۷ به‌عنوان یکی از آثار ملی ایران به ثبت رسیده است.